# Мале Нестерово
Мале Не́стерово (рос. Малое Нестерово) — присілок у складі Парабельського району Томської області, Росія. Входить до складу Новосельцевського сільського поселення.

## Населення
Населення — 177 осіб (2010; 182 у 2002).
Національний склад (станом на 2002 рік):
- росіяни — 99 %